# Poor Misguided Fool
«Poor Misguided Fool» es el quinto y último sencillo del álbum Love Is Here de la banda británica Starsailor.

## Video musical
En el video musical para Poor Misguided Fool la banda toca para un público dentro de un espacio pequeño. La audiencia se encuentra bailando al ritmo de la canción durante prácticamente todo el video pero podemos ver a algunos de ellos volar sobre la pista y hay uno que incluso interactúa con James Walsh. Al final del video la pista de baile roja empieza a brillar y el público a desaparecer a medida que son iluminados por la luz que entra desde una ventana sobre ellos.

## Lista de canciones
CD
1. «Poor Misguided Fool»
2. «Born Again»
3. «Poor Misguided Fool» (Soulsavers remix)
4. «Poor Misguided Fool» (video)

DVD
1. «Poor Misguided Fool» (video)
2. «Born Again»
3. «Hot Burrito #2» (en vivo)
4. Making of Born Again (video)

Casete
1. «Poor Misguided Fool»
2. «Born Again»
3. «Poor Misguided Fool» (Soulsavers remix)

## Posicionamiento
| País        | Lista            | Posición |
| ----------- | ---------------- | -------- |
| Reino Unido | UK Singles Chart | 23       |